# Уилкинсон (округ, Джорджия)
Уи́лкинсон (англ. Wilkinson County) — округ штата Джорджия, США. Население округа на 2000 год составляло 10 220 человек. Административный центр округа — город Эруинтон.

## История
Округ Уилкинсон основан в 1803 году.

## География
Округ занимает площадь 1157.7 км2.

## Демография
Согласно Бюро переписи населения США, в округе Уилкинсон в 2000 году проживало 10 220 человек. Плотность населения составляла 8.8 человек на квадратный километр.